# André Savignon
André Savignon, né le 1er janvier 1878 à Tarbes et mort le 10 janvier 1947 à Londres, est un journaliste et un écrivain français.

## Biographie
Fernand Eugène André Savignon de son vrai nom, est né Tarbes dans la maison d'Esparbès de Lussan, située 5, place de la Préfecture.
Fils d'un capitaine d'artillerie, il grandit dans différentes villes françaises telles qu'Angoulême, Rennes et Vannes, en raison des affectations militaires de son père. Il effectue ses études au collège des jésuites et fréquente le lycée d'Angoulême. En 1896, il s'installe à Paris et commence une carrière de journaliste tout en écrivant pour divers revues.
Il effectue de nombreux séjours en Angleterre à Plymouth, notamment de 1908 à 1914. En 1911, il fit un court séjour dans l’île d’Ouessant qui lui inspira Filles de la pluie.
À l'aube de la Première Guerre mondiale, un glaucome mal soigné lui fait perdre un œil, l'empêchant ainsi d'être mobilisé. Après l'armistice de 1918, il s'installe à Saint-Malo jusqu’en 1940.
À partir de 1932, il fut envoyé de nombreuses fois en Angleterre par les journaux pour lesquels il travaillait (dont Paris-Soir et Paris-Midi). Il s'y trouvait lorsqu'éclata la Seconde Guerre mondiale et il dut y rester.
Sa maison à Saint-Malo, dévastée lors des bombardements de 1944, contenait les archives de l'auteur.

## Carrière littéraire
André Savignon est avant tout reconnu pour avoir remporté le Prix Goncourt en 1912 pour son roman Filles de la pluie, publié aux Éditions Grasset. Cette œuvre, inspirée par son séjour à Ouessant, dépeint la vie des femmes insulaires avec une poésie et une sensibilité poignantes. Le prix Goncourt lui a été attribué après un vote très disputé, où il a devancé l’écrivain Julien Benda par une voix, celle du président de l'Académie comptant double, Léon Henrique.
Au-delà de Filles de la pluie, Savignon a publié plusieurs autres ouvrages notables, dont La Tristesse d'Elsie, La Dame de la "Sainte-Alice" et Une femme dans chaque port. Ces romans, souvent liés à ses expériences maritimes et à la vie portuaire, révèlent son habileté à capter l'essence des paysages marins et des âmes qui les habitent.
Sa prose, décrite comme solide et personnelle, se caractérise par une atmosphère mélancolique, une sensibilité maritime et un attachement profond à des lieux comme Saint-Malo, Plymouth et Ouessant.
Dans son roman, La Tristesse d'Elsie, il s’intéresse à la psychologie de l'âme d'une jeune fille pauvre de Plymouth, dont le parcours tragique illustre la lutte entre un idéal de pureté et les réalités brutales du monde qui l'entoure. Ce roman a été salué, notamment par les critiques littéraires Robert Kempet André Billy, pour son analyse émotionnelle et sa structure fluide, s’éloignant des aventures populaires pour se concentrer sur la psychologie des personnages.
Au fil des ans, son style a évolué, intégrant des éléments autobiographiques et des réflexions sur l'isolement, la nostalgie et l'exil.
Ses écrits sont souvent remarqués pour leur qualité poétique et leur sensibilité vis-à-vis de l'environnement maritime, ce qui fit de lui un romancier de la mer.
Des critiques notent que Savignon prend le temps d'élaborer ses œuvres avec soin, donnant ainsi à ses récits une profondeur et une expressivité remarquables. Sa capacité à se retirer des pressions de la scène littéraire parisienne et à écrire en toute indépendance lui a permis de créer des œuvres authentiques et stylisées, loin des conventions commerciales. Malgré le peu de titres à son actif, son œuvre reste marquante et refuse de se plier aux normes d’une production littéraire moderne, privilégiant la qualité à la quantité.

## Vie personnelle et décès
André Savignon épouse Marie-Josèphe Monzelun le 29 juillet 1902 à Paris puis Berthe Desgranges le 27 septembre 1919 à Ambérac. Il ne laisse cependant pas de descendance.
Le 10 janvier 1947, il meurt à l'hôpital français de Londres à la suite d'une pneumonie. Il est inhumé dans le petit cimetière marin du Rosais sur les rives de la Rance à Saint-Servan. Son ami Paul Vimereu y prononça l'éloge funèbre.

## Œuvres
- Les Vigies des mers, Fayard, 1908
- Filles de la pluie, Grasset, 1912 (Prix Goncourt 1912); rééd. Le Livre Moderne Illustré, ill. de Gustave Alaux, 1924 et Editions Mornay (Les Beaux Livres), ill. Mathurin Méheut, 1934
- Une femme dans chaque port, Flammarion, 1918
- Le Secret des eaux, Calmann-Lévy, 1923
- La Tristesse d’Elsie, Calmann-Lévy, 1924
- La Dame de la "Sainte-Alice", Calmann-Lévy, 1926
- Tous les trois, Calmann-Lévy, 1928
- Saint-Malo, nid de Corsaire, La Renaissance du Livre, 1931
- Au petit bateau, La Renaissance du Livre, 1932
- Occupation, Édition de France, 1938
- Le Feu du ciel, Plymouth 1940-1941, Le Cercle d’or, 1984
- Dans ma prison de Londres (1939-1946), Ketel, 1962

## Livres sur André Savignon
- Savignon et les "Filles de la pluie", de Claude-Youenn Roussel, Édition des Montagnes noires, 2012.
- André Savignon, 1878-1947, de Claude-Youenn Roussel, Saint-Jean-des-Mauvrets, Éditions du Petit pavé, 2018

## Distinction
- Chevalier de la Légion d'honneur, décerné en février 1927[14]

## Archives
- Inventaire du fonds d'archives d'André Savignon conservé à La contemporaine.